# Vanilla Fudge

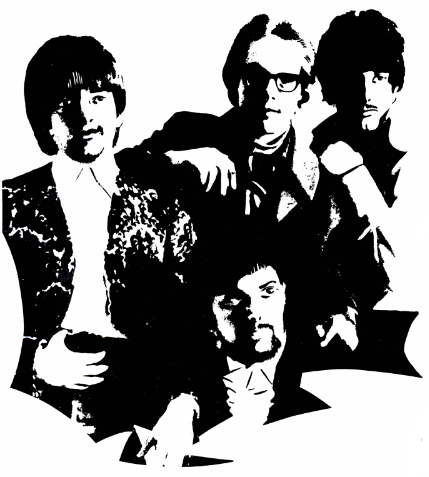
Vanilla Fudge (1968)

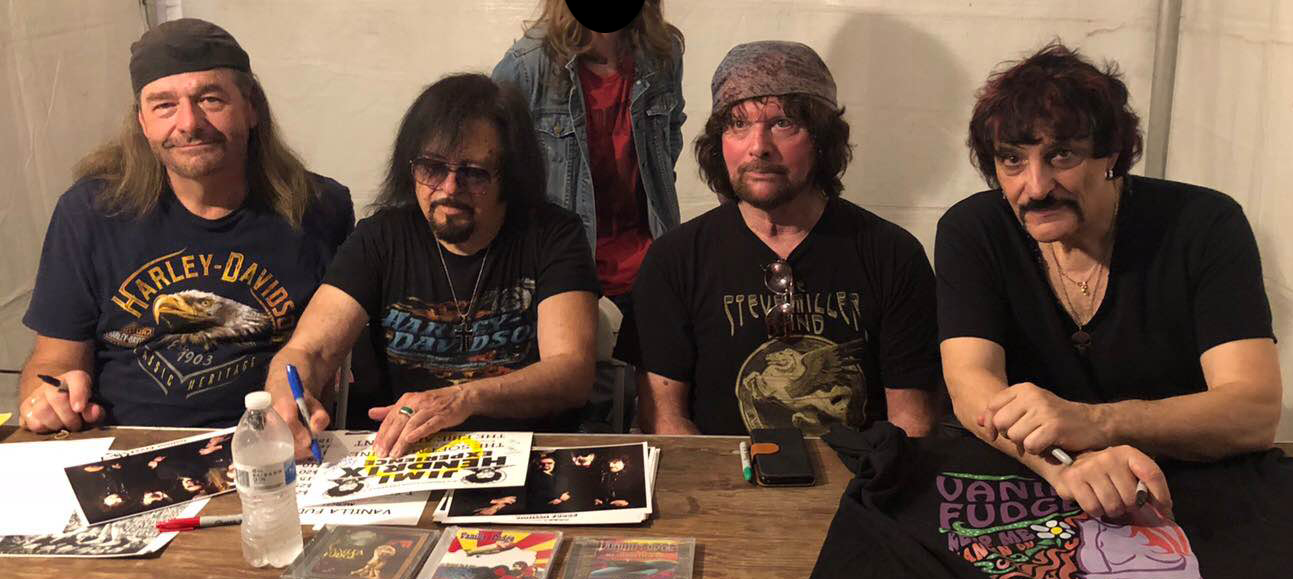
Vanilla Fudge (2018)

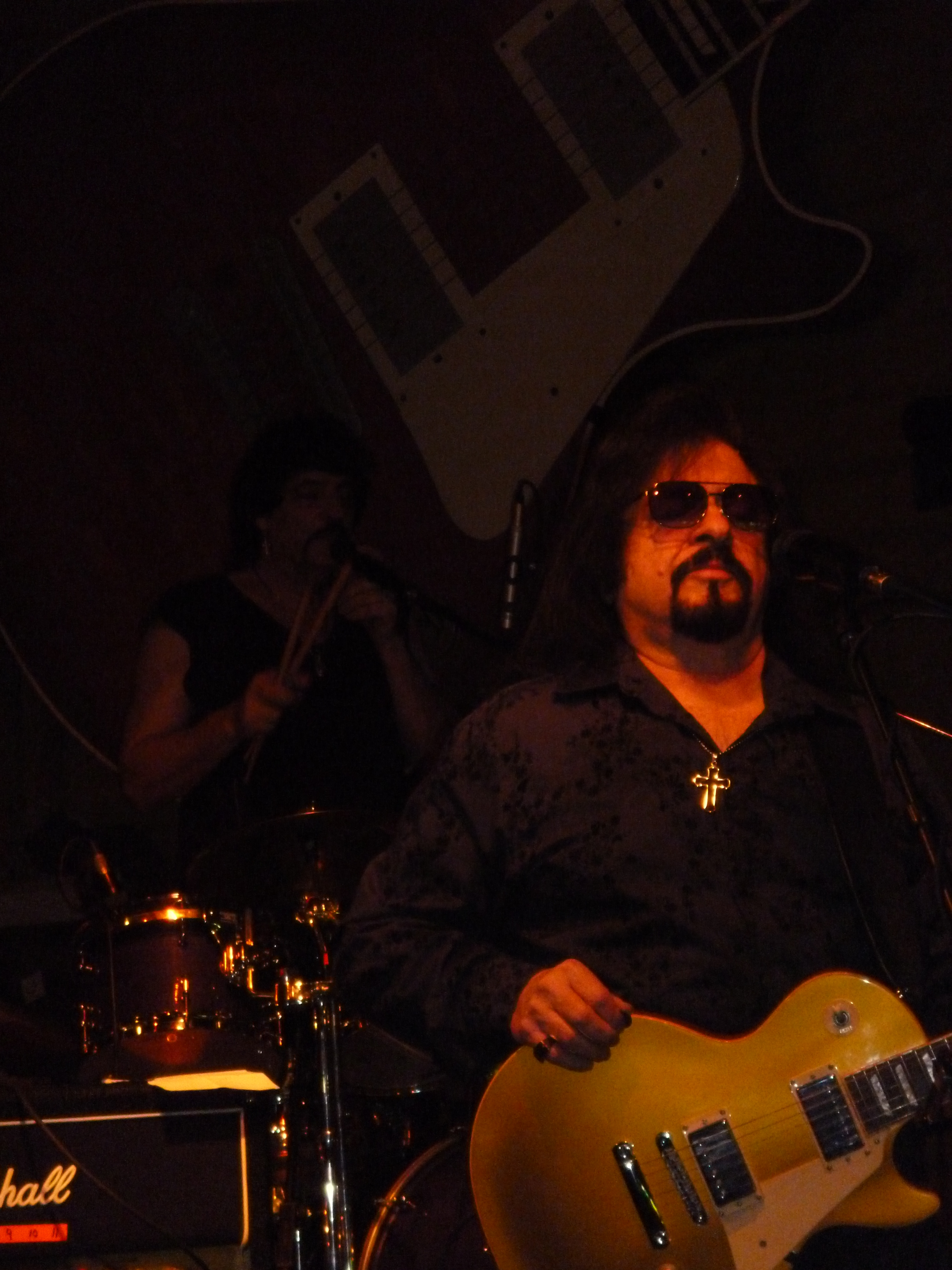
Vince Martell bei einem Konzert in Isernhagen bei Hannover, 22. März 2014

Vanilla Fudge ist eine US-amerikanische psychedelische Rockband, die zwischen 1967 und 1970 insbesondere mit zeitlich und musikalisch exzessiven Coverversionen auffiel.
Zu den Mitgliedern gehörten der Keyboarder und Sänger Mark Stein und der Bassist Tim Bogert aus Long Island sowie der Gitarrist Vince Martell und der Schlagzeuger Carmine Appice aus New York.

## Bandgeschichte
Der New Yorker Musikproduzent George Morton hörte die noch unbekannte Rockband Vanilla Fudge während ihrer Auftritte zwischen Dezember 1966 und April 1967 im Action House auf Long Island. Im April 1967 vermittelte er ihnen einen Plattenvertrag bei Atco Records.
Im Ultrasonic-Studio entstand in einem Take eine epische Version des Supremes-Hits You Keep Me Hangin’ On, der auf Anhieb Rang 6 der US-Hitparade erreichte. Während sich Coverversionen häufig stark an das Original anlehnen, war in diesem Fall jedoch das Original kaum noch wiederzuerkennen. Das in Mono aufgenommene Stück wurde auf 6:47 min ausgedehnt und auf Zeitlupentempo verlangsamt, denn das ursprüngliche Tempo wurde auf die Hälfte reduziert. Der psychedelische Sound mit einer neoklassischen Orgelpartitur und Sitar-Passagen verfremdet das Original bis zur Unkenntlichkeit. Die auf 2:50 min verkürzte Single-Fassung erschien am 2. Juni 1967 und erregte weltweites Aufsehen.
Die gleichnamige Debüt-LP Vanilla Fudge kam im August 1967 auf den Markt, die zweite LP The Beat Goes On am 2. Februar 1968. Auf dieser LP sind Adaptionen von Beethoven und eine von Mozart zu hören sowie eine alptraumhafte Geschichts-Collage mit historischen Stimmen (Truman, Hitler, Chamberlain, Bibel, Churchill) und aktuellen Bezügen (Black Panthers, Vietnam, Weathermen, Acid-Kultur). Renaissance vom Juni 1968 war das letzte von Morton für die Gruppe produzierte Album. Aus den Alben wurden Singles wie Take me For a Little While (veröffentlicht im September 1968) und Season of the Witch (November 1968) ausgekoppelt. Der Nachfolgehit Take Me For A Little While war ein Cover des Evie Sands-Originals (September 1965) mit sehr ähnlichem Klang, der Text sagte aber das Gegenteil des Titels aus.
Mark Steins Keyboardspiel beeinflusste in der Folgezeit mehrere Gruppen, deren Popularität länger anhielt als jene von Vanilla Fudge selbst: Deep Purple, The Nice, Emerson, Lake and Palmer, Uriah Heep oder Atomic Rooster. In einem Video-Interview gab Jon Lord zu, dass Deep Purple für ihre Debüt-LP Shades of Deep Purple das Konzept von Vanilla Fudge genau kopierten: Die wuchtige Orgel und kaum mehr wiederzuerkennende Fremdkompositionen, so auch einen Song (Help!) von den Beatles.
Die Band löste sich 1970 erstmals auf. Bogert & Appice hatten mit dem Gitarristen Jeff Beck eine Zusammenarbeit vereinbart, die aber nicht eingehalten werden konnte, da Beck aufgrund eines Autounfalls verhindert war. Die bereits abgeschlossenen Verträge wurden durch die Band Cactus erfüllt. Danach folgten mehrere Reunions, die aber jeweils nur von kurzer Dauer waren. Unter anderem entstand dabei das 1984er-Studioalbum Mystery.
Im Jahr 1999 kam es zur Reunion. In der Besetzung Carmine Appice (Schlagzeug), Tim Bogert (Bassgitarre), Teddy Rondinelli (E-Gitarre) und Bill Pascali (Keyboards) tourte die Band auch in Europa. Zwei Konzerte davon wurden als limitierte Live-CD veröffentlicht. 2007 wurde eine weitere Live-CD der Deutschlandtour veröffentlicht: Good Good Rockin' – Live @ Rockpalast. Im Juni 2007 veröffentlichte die Band in Originalbesetzung das Album Out Through the In Door, das ausschließlich aus Coverversionen von Songs der Band Led Zeppelin besteht. 2014 war die Band – wieder mit Mark Stein am Keyboard, aber mit Pete Bremy statt Tim Bogert am Bass – erneut in Deutschland und anderen europäischen Ländern auf Tournee.

## Diskografie

Vanilla Fudge – You Keep Me Hangin’ On

### Studioalben
- 1966: While The World Was Eating Vanilla Fudge (als The Pigeons)

| Jahr | Titel                   | Höchstplatzierung, Gesamtwochen, AuszeichnungChartplatzierungen (Jahr, Titel, Platzierungen, Wochen, Auszeichnungen, Anmerkungen) | Höchstplatzierung, Gesamtwochen, AuszeichnungChartplatzierungen (Jahr, Titel, Platzierungen, Wochen, Auszeichnungen, Anmerkungen) | Höchstplatzierung, Gesamtwochen, AuszeichnungChartplatzierungen (Jahr, Titel, Platzierungen, Wochen, Auszeichnungen, Anmerkungen) | Anmerkungen                                                                  |
| Jahr | Titel                   | DE | UK | US | Anmerkungen                                                                  |
| ---- | ----------------------- | --- | --- | --- | ---------------------------------------------------------------------------- |
| 1967 | Vanilla Fudge           | — | UK31 (4 Wo.)UK | US6 Gold · (80 Wo.)US | Erstveröffentlichung: 12. August 1967                                        |
| 1967 | The Beat Goes On        | DE31 (1 Wo.)DE | — | US17 (33 Wo.)US | Erstveröffentlichung: 29. Dezember 1967                                      |
| 1968 | Renaissance             | — | — | US20 (33 Wo.)US | Erstveröffentlichung: 17. Juni 1968                                          |
| 1969 | Near the Beginning      | — | — | US16 (27 Wo.)US | Erstveröffentlichung: 15. Februar 1969                                       |
| 1969 | Rock & Roll             | — | — | US34 (13 Wo.)US | Erstveröffentlichung: 7. Oktober 1969                                        |
| 1984 | Mystery                 | — | — | — |                                                                              |
| 2007 | Out Through the In Door | — | — | — | Erstveröffentlichung: 8. Juni 2007 Led-Zeppelin-Covers                       |
| 2015 | Spirit of '67           | — | — | — | Erstveröffentlichung: 2. April 2015 Cover-Versionen von Hits aus den 1960ern |

### Livealben / Kompilationen
- 1974: Star Collection
- 1976: Two Originals
- 1982: Best of Vanilla Fudge
- 1989: You keep me hanging on
- 1991: The Best of Vanilla Fudge Live (Alive – Back on Stage)
- 1993: Concert Collection
- 1993: Psychedelic Sundae: The Best of Vanilla Fudge
- 1997: Hits
- 2001: People Get Ready
- 2002: Vanilla Fudge 2001 / The Return / Then and Now (Neuaufnahmen alter Titel und drei neue Songs)
- 2003: The Return – Live in Germany Part 1
- 2003: The Real Deal
- 2003: Rocks the Universe – Live in Germany Part 2
- 2007: Good Good Rockin’ – Live @ Rockpalast
- 2008: Orchestral Fudge
- 2008: When Two Worlds Collide
- 2016: Live at Sweden Rock

### Singles
| Jahr | Titel Album                              | Höchstplatzierung, Gesamtwochen, AuszeichnungChartplatzierungen (Jahr, Titel, Album, Platzierungen, Wochen, Auszeichnungen, Anmerkungen) | Höchstplatzierung, Gesamtwochen, AuszeichnungChartplatzierungen (Jahr, Titel, Album, Platzierungen, Wochen, Auszeichnungen, Anmerkungen) | Anmerkungen                            |
| Jahr | Titel Album                              | UK | US | Anmerkungen                            |
| ---- | ---------------------------------------- | --- | --- | -------------------------------------- |
| 1967 | You Keep Me Hangin’ On Vanilla Fudge     | UK18 (11 Wo.)UK | US6 (17 Wo.)US |                                        |
| 1968 | Season of the Witch, Pt. 1 Renaissance   | — | US65 (3 Wo.)US |                                        |
| 1968 | Shotgun Near the Beginning               | — | US68 (5 Wo.)US | Erstveröffentlichung: 15. Februar 1969 |
| 1968 | Take Me for a Little While Vanilla Fudge | — | US38 (8 Wo.)US |                                        |

Weitere Singles
- 1968: Where Is My Mind
- 1969: Some Velvet Morning
- 1969: Need Love
- 1970: Lord in the Country
- 1984: Mystery